# Hobby-Wohnwagenwerk
Hobby-Wohnwagenwerk, Ing. Harald Striewski GmbH er en tysk producent af autocampere, campingvogne og campingudstyr. De har hovedkvarter i Fockbek, Slesvig-Holsten. De har ca. 1.100 ansatte og producerer årligt ca. 12.000 campingvogne og 2.000 autocampere. Siden 1998 har Fendt Caravan i Mertingen, Bayern været et datterselskab. 
Harald Striewski grundlagde Hobby-Wohnwagen-Werke i 1967.